# André Carrillo
André Martín Carrillo Díaz (Lima, 14. lipnja 1991.) peruanski je nogometaš koji trenutačno igra za Corinthians. Većinom igra kao vezni igrač na poziciji desnog krila. Od 2011. godine član je peruanske nogometne reprezentacije.

## Karijera
Carillo se priključio Benfici 1. srpnja 2016. godine. Dana 24. kolovoza 2017. godine otišao je na jednogodišnju posudbu u Watford, s mogućnošću otkupa ugovora po isteku posudbe.

## Vanjske poveznice
- Profil na Transfermarktu
- Profil na Soccerwayu